# The Beatles Box
The Beatles Box — бокс-сет из восьми LP-грампластинок, содержащих сборники записей группы The Beatles, изданный лейблом Parlophone и World Records 3 ноября 1980 года. Рассылался по почте по предварительным заказам субсидируемой EMI службой World Press. В открытую продажу не поступал — поэтому не мог участвовать в чартах. В 1980 и 1981 годах также был издан в двух форматах (на виниле и кассетах) в Новой Зеландии, Японии и Колумбии.
Это была последняя коллекция записей The Beatles, выпущенная при жизни Джона Леннона.

## Отличия в миксах
Основные отличия треков от «стандартных» (опубликованных на британских альбомах The Beatles):,
(в алфавитном порядке названий треков)
- «Across the Universe» — (версия 2) продюсирована Филом Спектором.
- «All My Loving» — начинается с пяти постукиваний Ринго по хай-хэту.
- «All You Need Is Love» — моно-версия.
- «And I Love Her» — на заключительном затихании (fadeout) шесть тактов акустической гитары (в «стандартной» версии четыре).
- «Baby, You’re a Rich Man» — «истинно стереофоническая» версия, до того публиковалась только на выпущенной в Германии версии LP-альбома Magical Mystery Tour.
- «The Continuing Story of Bungalow Bill» — практически в том же миксе, что и на альбоме The Beatles («белый альбом»), за исключением вступительного гитарного облигато (opening guitar obbligato).
- «A Day in the Life» — версия со сборника The Beatles 1967—1970 («синий альбом»)
- «Day Tripper» — альтернативный стерео-микс (опубликован на американском альбоме Yesterday and Today).
- «The End»/«Her Majesty» — пауза между двумя песнями продолжительностью только 5 секунд. На альбоме Abbey Road пауза между треками 15 секунд.
- «Get Back» — «альбомная» версия, продюсирована Филом Спектором.
- «I’m Only Sleeping» — исключительно редкая версия со слегка отстающим по времени гитарным соло (slightly delayed guitar solo), до того можно было найти только на выпущенном в США на магнитофонной катушке в стерео восьмитрековой версии альбома Yesterday and Today.
- «I Am the Walrus» — комбинированная версия, сделанная из двух разных инженерами Capitol Records Джоном Палладино (John Palladino) и Джорджем Ирвином (George Irwin) для американской версии альбома Rarities.
- «I Feel Fine» — «истинно стереофоническая» версия, начинается с постукивания барабанными палочками, шуршания (шёпота?) (whispering), кашля, а затем Ринго закрывает (опускает педалью верхнюю тарелку) хай-хэт.
- «Let It Be» — (версия 2) «воспроизведено для диска» («reproduced for disc») Филом Спектором.
- «Love Me Do» — (версия 1) редкая версия, с оригинального сингла, выходившего только в Великобритании, с Ринго на барабанах.
- «Paperback Writer» — стерео-версия, издана на американском сборнике A Collection of Beatles Oldies.
- «Penny Lane» — комбинированная версия, как и «I Am the Walrus», подготовленная для американской версии альбома Rarities.
- «She Loves You» — псевдо-стерео ремикс (mock stereo remix) со сборника A Collection of Beatles Oldies.
- «She’s a Woman» — «истинно стереофоническая» версия, до того была доступна только на изданиях, вышедших в Австралии и Сингапуре/Малайзии/Гонконге.
- «Strawberry Fields Forever» — «истинно стереофоническая» версия.
- «Thank You Girl» — оригинальная моно-версия без добавочных подыгрываний Джона на губной гармонике.
- «This Boy» — моно-версия.

## Список дисков / композиций
Все песни написаны Джоном Ленноном и Полом Маккартни кроме отмеченных особо.

### Диск 1 (35:49)
| №  | Название                       | Автор(ы)                  | Длительность |
| -- | ------------------------------ | ------------------------- | ------------ |
| 1. | «Love Me Do»                   |                           | 2:19         |
| 2. | «P.S. I Love You»              |                           | 2:02         |
| 3. | «I Saw Her Standing There»     |                           | 2:50         |
| 4. | «Please Please Me»             |                           | 2:00         |
| 5. | «Misery»                       |                           | 1:43         |
| 6. | «Do You Want to Know a Secret» |                           | 1:55         |
| 7. | «A Taste of Honey»             | Bobby Scott, Ric Marlow   | 2:02         |
| 8. | «Twist and Shout»              | Phil Medley, Bert Russell | 2:32         |

| №   | Название                     | Автор(ы)                                                                        | Длительность |
| --- | ---------------------------- | ------------------------------------------------------------------------------- | ------------ |
| 9.  | «From Me to You»             |                                                                                 | 1:55         |
| 10. | «Thank You Girl»             |                                                                                 | 2:01         |
| 11. | «She Loves You»              |                                                                                 | 2:18         |
| 12. | «It Won't Be Long»           |                                                                                 | 2:11         |
| 13. | «Please Mr. Postman»         | Джорджия Доббинс, Уильям Гарретт, Фредди Гормэн, Брайан Холлэнд, Роберт Бэйтмэн | 2:34         |
| 14. | «All My Loving»              |                                                                                 | 2:04         |
| 15. | «Roll Over Beethoven»        | Чак Берри                                                                       | 2:44         |
| 16. | «Money (That's What I Want)» | Берри Горди, Janie Bradford                                                     | 2:47         |

### Диск 2 (37:34)
| №  | Название                     | Длительность |
| -- | ---------------------------- | ------------ |
| 1. | «I Want to Hold Your Hand»   | 2:24         |
| 2. | «This Boy»                   | 2:11         |
| 3. | «Can't Buy Me Love»          | 2:15         |
| 4. | «You Can't Do That»          | 2:33         |
| 5. | «A Hard Day’s Night»         | 2:32         |
| 6. | «I Should Have Known Better» | 2:42         |
| 7. | «If I Fell»                  | 2:16         |
| 8. | «And I Love Her»             | 2:47         |

| №   | Название               | Автор(ы)        | Длительность |
| --- | ---------------------- | --------------- | ------------ |
| 9.  | «Things We Said Today» |                 | 2:35         |
| 10. | «I’ll Be Back»         |                 | 2:22         |
| 11. | «Long Tall Sally»      | Ричард Пенниман | 1:58         |
| 12. | «I Call Your Name»     |                 | 2:02         |
| 13. | «Matchbox»             | Карл Перкинс    | 1:37         |
| 14. | «Slow Down»            | Ларри Уильямс   | 2:54         |
| 15. | «She's a Woman»        |                 | 2:57         |
| 16. | «I Feel Fine»          |                 | 2:19         |

### Диск 3 (35:23)
| №  | Название                          | Автор(ы)                                    | Длительность |
| -- | --------------------------------- | ------------------------------------------- | ------------ |
| 1. | «Eight Days a Week»               |                                             | 2:43         |
| 2. | «No Reply»                        |                                             | 2:11         |
| 3. | «I'm a Loser»                     |                                             | 2:31         |
| 4. | «I’ll Follow the Sun»             |                                             | 1:46         |
| 5. | «Mr. Moonlight»                   | Roy Lee Johnson                             | 2:35         |
| 6. | «Every Little Thing»              |                                             | 2:01         |
| 7. | «I Don't Want to Spoil the Party» |                                             | 2:33         |
| 8. | «Kansas City/Hey-Hey-Hey-Hey!»    | Джерри Лейбер/Майк Столлер, Ричард Пенниман | 2:47         |

| №   | Название                            | Автор(ы)        | Длительность |
| --- | ----------------------------------- | --------------- | ------------ |
| 9.  | «Ticket to Ride»                    |                 | 3:03         |
| 10. | «I'm Down»                          |                 | 2:30         |
| 11. | «Help!»                             |                 | 2:16         |
| 12. | «The Night Before»                  |                 | 2:33         |
| 13. | «You've Got to Hide Your Love Away» |                 | 2:08         |
| 14. | «I Need You»                        | Джордж Харрисон | 2:28         |
| 15. | «Another Girl»                      |                 | 2:02         |
| 16. | «You're Going to Lose That Girl»    |                 | 2:18         |

### Диск 4 (34:37)
| №  | Название                | Автор(ы)       | Длительность |
| -- | ----------------------- | -------------- | ------------ |
| 1. | «Yesterday»             |                | 2:04         |
| 2. | «Act Naturally»         | Johnny Russell | 2:27         |
| 3. | «Tell Me What You See»  |                | 2:35         |
| 4. | «It's Only Love»        |                | 1:53         |
| 5. | «You Like Me Too Much»  |                | 2:34         |
| 6. | «I've Just Seen a Face» |                | 2:04         |
| 7. | «Day Tripper»           |                | 2:37         |
| 8. | «We Can Work It Out»    |                | 2:10         |

| №   | Название                               | Длительность |
| --- | -------------------------------------- | ------------ |
| 9.  | «Michelle»                             | 2:40         |
| 10. | «Drive My Car»                         | 2:25         |
| 11. | «Norwegian Wood (This Bird Has Flown)» | 2:00         |
| 12. | «You Won't See Me»                     | 3:19         |
| 13. | «Nowhere Man»                          | 2:40         |
| 14. | «Girl»                                 | 2:26         |
| 15. | «I'm Looking Through You»              | 2:20         |
| 16. | «In My Life»                           | 2:23         |

### Диск 5 (35:31)
| №  | Название                     | Автор(ы)        | Длительность |
| -- | ---------------------------- | --------------- | ------------ |
| 1. | «Paperback Writer»           |                 | 2:25         |
| 2. | «Rain»                       |                 | 2:59         |
| 3. | «Here, There and Everywhere» |                 | 2:29         |
| 4. | «Taxman»                     | Джордж Харрисон | 2:36         |
| 5. | «I'm Only Sleeping»          |                 | 2:58         |
| 6. | «Good Day Sunshine»          |                 | 2:08         |
| 7. | «Yellow Submarine»           |                 | 2:40         |

| №   | Название                      | Длительность |
| --- | ----------------------------- | ------------ |
| 8.  | «Eleanor Rigby»               | 2:11         |
| 9.  | «And Your Bird Can Sing»      | 2:02         |
| 10. | «For No One»                  | 2:03         |
| 11. | «Doctor Robert»               | 2:14         |
| 12. | «Got to Get You into My Life» | 2:27         |
| 13. | «Penny Lane»                  | 3:00         |
| 14. | «Strawberry Fields Forever»   | 4:05         |

### Диск 6 (47:09)
| №  | Название                                | Длительность |
| -- | --------------------------------------- | ------------ |
| 1. | «Sgt. Pepper’s Lonely Hearts Club Band» | 1:59         |
| 2. | «With a Little Help from My Friends»    | 2:46         |
| 3. | «Lucy in the Sky with Diamonds»         | 3:25         |
| 4. | «Fixing a Hole»                         | 2:35         |
| 5. | «She's Leaving Home»                    | 3:24         |
| 6. | «Being for the Benefit of Mr. Kite!»    | 2:36         |
| 7. | «A Day in the Life»                     | 5:03         |

| №   | Название                  | Длительность |
| --- | ------------------------- | ------------ |
| 8.  | «When I'm Sixty-Four»     | 2:38         |
| 9.  | «Lovely Rita»             | 2:43         |
| 10. | «All You Need Is Love»    | 3:57         |
| 11. | «Baby, You’re a Rich Man» | 3:07         |
| 12. | «Magical Mystery Tour»    | 2:48         |
| 13. | «Your Mother Should Know» | 2:33         |
| 14. | «The Fool on the Hill»    | 3:00         |
| 15. | «I Am the Walrus»         | 4:35         |

### Диск 7 (48:02)
| №  | Название                       | Автор(ы)        | Длительность |
| -- | ------------------------------ | --------------- | ------------ |
| 1. | «Hello, Goodbye»               |                 | 3:24         |
| 2. | «Lady Madonna»                 |                 | 2:17         |
| 3. | «Hey Jude»                     |                 | 7:11         |
| 4. | «Revolution»                   |                 | 3:22         |
| 5. | «Back in the U.S.S.R.»         |                 | 2:45         |
| 6. | «Ob-La-Di, Ob-La-Da»           |                 | 3:10         |
| 7. | «While My Guitar Gently Weeps» | Джордж Харрисон | 4:46         |

| №   | Название                                | Автор(ы)        | Длительность |
| --- | --------------------------------------- | --------------- | ------------ |
| 8.  | «The Continuing Story of Bungalow Bill» |                 | 3:05         |
| 9.  | «Happiness Is a Warm Gun»               |                 | 2:47         |
| 10. | «Martha My Dear»                        |                 | 2:28         |
| 11. | «I'm So Tired»                          |                 | 2:01         |
| 12. | «Piggies»                               | Джордж Харрисон | 2:04         |
| 13. | «Don't Pass Me By»                      | Ричард Старки   | 3:52         |
| 14. | «Julia»                                 |                 | 2:57         |
| 15. | «All Together Now»                      |                 | 2:08         |

### Диск 8 (52:44)
| №  | Название                      | Длительность |
| -- | ----------------------------- | ------------ |
| 1. | «Get Back»                    | 3:09         |
| 2. | «Don’t Let Me Down»           | 3:34         |
| 3. | «The Ballad of John and Yoko» | 3:51         |
| 4. | «Across the Universe»         | 3:51         |
| 5. | «For You Blue»                | 2:33         |
| 6. | «Two of Us»                   | 3:33         |
| 7. | «The Long and Winding Road»   | 3:40         |
| 8. | «Let It Be»                   | 4:01         |

| №   | Название                  | Автор(ы)        | Длительность |
| --- | ------------------------- | --------------- | ------------ |
| 9.  | «Come Together»           |                 | 4:16         |
| 10. | «Something»               | Джордж Харрисон | 2:59         |
| 11. | «Maxwell’s Silver Hammer» |                 | 3:24         |
| 12. | «Octopus's Garden»        | Ринго Старр     | 2:49         |
| 13. | «Here Comes the Sun»      | Джордж Харрисон | 3:04         |
| 14. | «Because»                 |                 | 2:45         |
| 15. | «Golden Slumbers»         |                 | 1:31         |
| 16. | «Carry That Weight»       |                 | 1:37         |
| 17. | «The End»                 |                 | 2:04         |
| 18. | «Her Majesty»             |                 | 0:23         |